# Another 700 Miles
Another 700 Miles – перший ЕР (міні-альбом) американського пост-гранж гурта 3 Doors Down, виданий 11 листопада 2003 року. Записаний під час виступу гурту у Чикаго, під час туру у підтримку альбому Away from the Sun. Наразі альбом можна завантажити з iTunes за ціною £1.99.

## Список пісень
Автор музики і слів 3 Doors Down. 
| Another 700 Miles | Another 700 Miles        | Another 700 Miles |
| #                 | Назва                    | Тривалість        |
| ----------------- | ------------------------ | ----------------- |
| 1.                | «Duck and Run»           | 4:31              |
| 2.                | «When I'm Gone" (intro)» | 1:18              |
| 3.                | «When I'm Gone»          | 4:21              |
| 4.                | «Kryptonite»             | 4:14              |
| 5.                | «Here Without You»       | 4:11              |
| 6.                | «It's Not Me»            | 3:47              |
| 7.                | «That Smell»             | 6:01              |
| 28:27             |                          |                   |